# Geografia del Nuovo Galles del Sud
Il Nuovo Galles del Sud è lo Stato più popoloso dell'Australia, situato sulla costa orientale del continente. Con una superficie di 809 444 km² è il quinto Stato o territorio australiano per estensione.
Il Nuovo Galles del Sud confina a nord con il Queensland, a ovest con l'Australia Meridionale e a sud con il Victoria, mentre è delimitato a est dal Mar di Tasman. Contiene al suo interno due enclavi federali: il Territorio della Capitale Australiana e il Territorio della Baia di Jervis.

## Orografia
Il Nuovo Galles del Sud è attraversato da nord a sud dai rilievi della Grande Catena Divisoria.

## Idrografia
I corsi d'acqua scorrono a valle dalla Grande Catena Divisoria e si dividono tra quelli del versante pacifico, che scorrono grosso modo in direzione ovest-est, e quelli del versante interno, che confluiscono in larga parte nel sistema dei fiumi Darling-Murray.

## Ripartizioni
Il territorio dello stato può essere suddiviso in quattro aree geografiche. La prima è la sottile striscia costiera, dove, si trova la capitale Sydney. Procedendo verso ovest si trovano quindi le aree montagnose della Grande Catena Divisoria e gli altopiani a essa collegati. Qui è s'incontra il Monte Kosciuszko, che coi suoi 2 229 metri d'altitudine è il rilievo più alto d'Australia. Oltre le montagne si trova la terza regione del Nuovo Galles del Sud, corrispondente alle pianure agricole che occupano una vasta porzione del territorio dello stato. Più a ovest ancora, infine, si trovano le pianure occidentali, caratterizzate da climi semidesertici, e che rappresentano circa due terzi della superficie dello stato.